# 취리히 슈타델호펜 FB역
취리히 슈타델호펜 FB역(독일어: Haltestellen Zürich Stadelhofen FB)은 스위스 취리히의 슈타델호퍼 광장에 있는 트램 정류장이다. 취리히 슈타델호펜역 앞에 위치해 있다. 취리히 트램 네트워크 8호선, 11호선, 15호선이 정차한다. 이 역은 취리히 슈타델호펜과 취리히 레할프 사이의 트램 노선을 공유하는 취리히 S-반의 S18으로 지정된 교외 포어히반에서 운행되는 열차의 종점이기도 하다.

## 레이아웃
승객들은 슈타델호퍼 광장을 둘러싸고 있는 거리의 3개 정류장 중 하나로 트램 또는 S18 열차에 탑승한다. 8번, 11번, 15번 트램 노선이 루프 외관에 정차한다. S18은 크로이츠뷜슈트라세에서 출발하여 루프 내부를 따라 종료된다. 또 다른 정류장인 오페른하우스는 제펠트슈트라세(Seefeldstrasse)의 측면 편에 위치해 있으며, 트램 2호선과 4호선으로 운행된다.

## 운행편
2020년 12월 시간표 변경 시, 다음 서비스는 취리히 슈타델호펜 FB에서 정차한다:
- 취리히 S-반 S18 : 포히까지 15분 간격으로, 반시간마다 에슬링겐까지 운행한다.